# Omlós tészta
Az omlós tészta a liszt és zsiradék keverékéből álló alaptészták összefoglaló megnevezése a magyar konyhaművészetben és cukrászatban. Az alaprecept két rész liszt és egy rész szilárd zsiradék, valamint kevés jeges víz összedolgozásával készül. A különböző változatok ettől csak a zsiradék mennyiségében, valamint tojás és/vagy cukor, illetve őrölt csonthéjas magvak, mint mandula, dió, vagy mogyoró, esetleg fűszerek hozzáadásában térnek el. 
A tészta lágy, morzsalékos állagát annak köszönheti, hogy a zsír a tészta kidolgozása közben nem alkot homogén elegyet a liszttel, így annak gluténszálai a vízzel gyúrás közben hálószerű sikérvázzá alakulnak, amelyben zsírral körbevett keményítőszemcsék ülnek. Sütés közben a váz megmerevedik és a keményítőszemek a zsírban megsülnek. A zsiradékok sokfélék lehetnek. Az eredeti receptek sertészsír és vaj keverékét ajánlják, ahol a vaj az ízért, a sertészsír az állagért felel, de manapság elterjedt a margarin, a kókuszzsír, valamint az ipari előállításnál a keményített (pl. hidrogénezett) pálma- és repceolaj használata is.
Édes és sós változatainak felhasználása sokrétű. Pástétomok, piték, torták, aprósütemények és kekszek is készülnek az omlós tészta adott változataiból.

## Változatok
- Pâte à foncer – A vajat tojással és kevés cukorral, ill. sóval habosra keverik, mielőtt a lisztes keverékhez adják.[2]
- Pâte brisée – Hasonlít a pâte à foncer-hoz, de a vaj mennyisége akár a liszt háromötöde is lehet.[2]
- Pâte sucrée – A magasabb cukortartalom gátolja a sikérváz megmerevedését, ezért igazán omlós lesz a tészta. Főleg kekszekhez használják.[2]
- Pâte sablée – Víz hozzáadása nélkül készül. A tojást, a cukrot és a vajat habosra keverik, mielőtt hozzáadnák a lisztet. Ez tömörebb, roppanósabb állagot eredményez.[2]
- Linzertészta – Az eredeti változat mandulalisztet tartalmaz, de készül darált dióval is. Tehetünk a tésztába még kókuszreszeléket, mákot és fahéjat is. A kisült kekszeket pedig lekvárral és akár nutellával is összeragaszthatjuk.